# When Father Craved a Smoke
When Father Craved a Smoke è un cortometraggio muto del 1913. Il nome del regista non viene riportato nei credi del film di cui si conoscono pochissimi dati certi.

## Produzione
Il film fu prodotto dalla Selig Polyscope Company.

## Distribuzione
Distribuito dalla General Film Company, il film - un cortometraggio in una bobina - uscì nelle sale cinematografiche statunitensi il 15 dicembre 1913.